# Теорія функціонала густини
Теорія функціонала густини (в англомовній літературі часто використовується скорочення DFT) — метод чисельних квантово-механічних обчислень, що застосовується в фізиці, хімії та матеріалознавстві для моделювання електронної структури (здебільшого основного стану) багатоелектронних систем атомів, молекул та конденсованих фаз речовини. У цьому методі властивості багатоелекронної системи визначаються функціоналом, який залежить тільки від просторово-неоднорідної електронної густини. Метод належить до найпопулярніших в обчислювальній фізиці та квантовій хімії.
Метод функціонала густини набув популярності в фізиці твердого тіла в 1970-х, Однак він вважався недостатньо точним для квантової хімії до 1990-х, доки теоретичні наближення не були вдосконалені використанням модельних потенціалів для обмінної взаємодії та електронних кореляцій. Обчислювальне навантаження невелике в порівнянні з традиційними методами, такими як метод Гартрі-Фока та його сучасних модифікацій.
Попри покращення метод досі має складнощі з описом міжмолекулярної взаємодії (що важливо для хімічних реакцій), особливо сил Ван дер Ваальса, збуджень із переносом заряду, перехідних станів, глобальних поверхонь потенціалу, взаємодії з домішками та інших сильно корельованих систем, в розрахунках ширини забороненої зони, описі феромагнетизму в напівпровідниках. Неповне врахування дисперсійної взаємодії
негативно впливає на розрахунки систем, в яких міжмолекулярна взаємодія має вирішальне значення (наприклад, взаємодії між атомами інертних газів), чи тоді, коли дисперсія конкурує з іншими ефектами (наприклад, в біологічних молекулах). Розробляються нові варіанти методу, що намагаються обійти цю проблему через зміни в функціоналі або додаванням нових членів.

## Загальний огляд
Теорія функціонала густини бере початок з підходу Томаса-Фермі до розрахунку багатоелектронних атомів. Міцні підмурки методу заклали дві теореми Гоенберга-Кона. Початково ці теореми стосувалися лише невироджених основних станів без магнітного поля, але пізніше ці обмеження були зняті.
Перша теорема Гоенберга-Кона стверджує, що властивості основного стану багатоелектронної системи однозначно визначаються електронною густиною, що залежить лише від трьох просторових координат. Завдяки їй задача багатьох тіл з 3N просторовими координатами спрощується до задачі з трьома просторовими координатами через використання функціонала від густини електронів. Цю теорему можна узагальнити з врахуванням часу і отримати   залежну від часу теорію функціонала густини, за допомогою якої можна описувати збуджені стани, а також просторово-часову еволюцію квантово-механічних систем.
Друга теорема Гоенберга-Кона стверджує визначає енергетичний функціонал системи й доказує, що правильний основний стан мінімізує цей функціонал.
У формулюванні Кон-Шема (KS DFT) теорія зводить нерозв'язну задачу багатьох електронів, що взаємодіють між собою, і можуть знаходитися в зовнішньому потенціалі, до задачі незалежних електронів, що рухаються в ефективному потенціалі. Ефективний потенціал враховує як зовнішній потенціал, так і потенціал кулонівської взаємодії між електронами, а також поправки зв'язані з обмінною взаємодією та кореляціями. Моделювання двох останніх типів взаємодії в KS DFT — складна задача. Найпростіше наближення — наближення локальної густини (LDA), яке витягає обмінну взаємодію та енергію кореляцій з розрахунків однорідного електронного газу, які можна провести в моделі Томаса-Фермі. Без врахування взаємодії між частинками розрахунки відносно прості, для них хвильову функцію можна задати у формі детермінанта Слейтера молекулярних орбіталей. Функціонал кінетичної енергії для таких систем відомий точно. Невідомими залишаються внески обміну та кореляцій. Вони задаються модельно.
Інший підхід, менш популярній ніж KS DFT, але, можливо, ближчий до початкового духу теорем Гоенберга-Кона, — безорбітальна теорія функціональної густини (OFDFT), у якій наближений функціонал використовується також для кінетичної енергії системи незалежних електронів.

## Формулювання
Як звично в розрахунках багатоелектронних систем ядра молекул чи кластерів вважаються фіксованими (наближення Борна-Оппенгеймера). Вони генерують статичний потенціал V, в якому рухаються електрони. Стаціонарні стани описуються хвильовою функцією {\displaystyle \Psi ({\vec {r}}_{1},\dots ,{\vec {r}}_{N})}, що повинна задовольняти стаціонарне рівняння Шредінгера
{\displaystyle {\hat {H}}\Psi =\left[{\hat {T}}+{\hat {V}}+{\hat {U}}\right]\Psi =\left[\sum _{i}^{N}\left(-{\frac {\hbar ^{2}}{2m_{i}}}\nabla _{i}^{2}\right)+\sum _{i}^{N}V({\vec {r}}_{i})+\sum _{i<j}^{N}U({\vec {r}}_{i},{\vec {r}}_{j})\right]\Psi =E\Psi ,}
де {\displaystyle \ N} — кількість електронів, {\displaystyle {\hat {H}}} — гамільтоніан, {\displaystyle \ E} — повна енергія, {\displaystyle {\hat {T}}} — кінетична енергія, {\displaystyle {\hat {V}}} — зовнішній потенціал, що задається позитивно зарядженими ядрами, {\displaystyle {\hat {U}}} — потенціал міжелектронної взаємодії. Оператори {\displaystyle {\hat {T}}} та {\displaystyle {\hat {U}}} називають універсальними, тому що вони однакові для будь-якої системи {\displaystyle \ N} електронів, тоді як {\displaystyle {\hat {V}}} залежить від системи. Цю складну систему не можна розділити на простіші одноелектронні через міжелектронну взаємодію {\displaystyle {\hat {U}}}.
Розроблено багато методів розв'язування рівняння Шредінгера для багатотільних систем, основою яких є задання хвильової функції у вигляді детермінанта Слейтера. Найпростішим із них є метод Гартрі-Фока, складніші зазвичай називають пост-Гарті-Фоківськими методами. Складність цих методів у тому, що вони вимагають дуже великих обсягів обчислень, а тому їх практично неможливо застосовувати до великих, складних систем.
DFT пропонує привабливу альтернативу, зводячи задачу багатьох тіл з {\displaystyle {\hat {U}}} до одночастинкової задачі без {\displaystyle {\hat {U}}}. Основним параметром DFT є густина електронів {\displaystyle n({\vec {r}}),}, задана для нормалізованої хвильової функції {\displaystyle \,\!\Psi } формулою
{\displaystyle n({\vec {r}})=N\int {\rm {d}}^{3}r_{2}\cdots \int {\rm {d}}^{3}r_{N}\Psi ^{*}({\vec {r}},{\vec {r}}_{2},\dots ,{\vec {r}}_{N})\Psi ({\vec {r}},{\vec {r}}_{2},\dots ,{\vec {r}}_{N}).}
Це співвідношення можна обернути, тобто для будь-якої густини електронів {\displaystyle n_{0}({\vec {r}})} в основному стані, загалом можливо знайти відповідну хвильову функцію основного стану {\displaystyle \Psi _{0}({\vec {r}}_{1},\dots ,{\vec {r}}_{N})}. Іншими словами, {\displaystyle \,\!\Psi } є єдиною.
{\displaystyle \,\!\Psi _{0}=\Psi [n_{0}].}
а отже. для основного стану очікуване значення спостережуваної величини {\displaystyle \,{\hat {O}}} також є функціоналом {\displaystyle \,\!n_{0}}
{\displaystyle O[n_{0}]=\left\langle \Psi [n_{0}]\left|{\hat {O}}\right|\Psi [n_{0}]\right\rangle .}
Зокрема, енергія основного стану є функціоналом від {\displaystyle \,\!n_{0}}
{\displaystyle E_{0}=E[n_{0}]=\left\langle \Psi [n_{0}]\left|{\hat {T}}+{\hat {V}}+{\hat {U}}\right|\Psi [n_{0}]\right\rangle ,}
де внесок зовнішнього потенціалу {\displaystyle \left\langle \Psi [n_{0}]\left|{\hat {V}}\right|\Psi [n_{0}]\right\rangle } можна записати безпосередньо через густину електронів в основному стані {\displaystyle \,\!n_{0}}
{\displaystyle V[n_{0}]=\int V({\vec {r}})n_{0}({\vec {r}}){\rm {d}}^{3}r.}
Узагальнюючи, внесок зовнішнього потенціалу {\displaystyle \left\langle \Psi \left|{\hat {V}}\right|\Psi \right\rangle } записується безпосередньо через електронну густину {\displaystyle \,\!n},
{\displaystyle V[n]=\int V({\vec {r}})n({\vec {r}}){\rm {d}}^{3}r.}
Функціонали {\displaystyle \,\!T[n]} та {\displaystyle \,\!U[n]} називають універсальними, тоді як {\displaystyle \,\!V[n]} є неуніверсальним, оскільки він залежить від системи. Задавши систему, тобто {\displaystyle {\hat {V}}}, потрібно мінімізувати функціонал
{\displaystyle E[n]=T[n]+U[n]+\int V({\vec {r}})n({\vec {r}}){\rm {d}}^{3}r}
щодо {\displaystyle n({\vec {r}})}. Успішна мінімізація функціонала енергії дає густину електронів {\displaystyle \,\!n_{0}} в основному стані, а через неї інші спостережувані змінні.
Варіаційну задачу мінімізації функціонала енергії {\displaystyle \,\!E[n]} можна розв'язати, використовуючи метод невизначних множників Лагранжа Спочатку, розглядається функціонал енергії без врахування електрон-електронної взаємодії
{\displaystyle E_{s}[n]=\left\langle \Psi _{s}[n]\left|{\hat {T}}+{\hat {V}}_{s}\right|\Psi _{s}[n]\right\rangle ,}
де {\displaystyle {\hat {T}}} позначає оператор кінетичної енергії, а {\displaystyle {\hat {V}}_{s}} — ефективний зовнішній потенціал, в якому частинки рухаються так, що {\displaystyle n_{s}({\vec {r}})\ {\stackrel {\mathrm {def} }{=}}\ n({\vec {r}})}.
Отже, можна розв'язувати рівняння Кон-Шема для цієї допоміжної системи незалежних частинок,
{\displaystyle \left[-{\frac {\hbar ^{2}}{2m}}\nabla ^{2}+V_{s}({\vec {r}})\right]\phi _{i}({\vec {r}})=\epsilon _{i}\phi _{i}({\vec {r}})}
що визначає орбіталі {\displaystyle \,\!\phi _{i}}, які в свою чергу визначають густину {\displaystyle n({\vec {r}})} для вихідної задачі багатьох тіл
{\displaystyle n({\vec {r}})\ {\stackrel {\mathrm {def} }{=}}\ n_{s}({\vec {r}})=\sum _{i}^{N}\left|\phi _{i}({\vec {r}})\right|^{2}.}
Детальніше одночастинковий потенціал записується як:
{\displaystyle V_{s}({\vec {r}})=V({\vec {r}})+\int {\frac {e^{2}n_{s}({\vec {r}}\,')}{|{\vec {r}}-{\vec {r}}\,'|}}{\rm {d}}^{3}r'+V_{\rm {XC}}[n_{s}({\vec {r}})]}
де другий член називають членом Гартрі. Він описує кулонівське відштовхування між електронами, а останній член {\displaystyle \,\!V_{\rm {XC}}} називається обмінно-кореляційним потенціалом. Тут {\displaystyle \,\!V_{\rm {XC}}} містить у собі всі багаточастинкові взаємодії. Оскільки член Гартрі та {\displaystyle \,\!V_{\rm {XC}}} залежать від {\displaystyle n({\vec {r}})}, яка залежить {\displaystyle \,\!\phi _{i}}, що в свою чергу залежить від {\displaystyle \,\!V_{s}}, розв'язування рівняння Кон-Шема треба розв'язувати самоузгоджено (тобто ітеративно). Зазвичай починають зі здогадки щодо {\displaystyle n({\vec {r}})}, тоді розраховують відповідний {\displaystyle \,\!V_{s}} і розв'язують рівняння Кона-Шема щодо {\displaystyle \,\!\phi _{i}}.
На цій основі розраховують нову густину й починають спочатку. Цю процедуру повторяють, доки не збіжиться. Наближення незалежних частинок називають функціоналом Гарріса. DFT є альтернативним підходом до нього.

### Зауваження
1: Однозначна відповідність електронної густини та одночастинкового потенціалу не дуже гладка. Вона містить різного роду неаналітичні структури. {\displaystyle E_{s}[n]} містить сингулярності, розриви та розгалуження. Це може накладати обмеження на сподівання задання обмінно-кореляційного функціонала аналітично.
2: Можливо узагальнити ідеї, закладені в DFT, на функцію Гріна {\displaystyle G} замість електронної густини {\displaystyle n}. Це називають функціоналом Латтінджера-Ворда (або подібними до нього). Записується це як {\displaystyle E[G]}. Однак, {\displaystyle G} аналізують не на мінімуми, а на екстремуми. Це може створити додаткові теоретичні та практичні складності.
3: Однозначної відповідності між одночастинковою матрицею густини {\displaystyle n({\vec {r}},{\vec {r}}')} та одночастинковим потенціалом {\displaystyle V({\vec {r}},{\vec {r}}')}. (Усі власні значення {\displaystyle n({\vec {r}},{\vec {r}}')} дорівнюють одиниці). Іншими словами, це підхід завершується чимось на кшталт методу Гартрі-Фока (або гібридним підходом).

## Релятивістська теорія
Ті ж теореми можна доказати у випадку релятивістських електронів, отримуючи узагальнення DFT. На відміну від нерелятивістської теорії деякі результати можна отримати точно.
Нехай електрон у воднеподібному атомі описується рівнянням Дірака. Гамільтоніан {\displaystyle H} для електрона у кулонівському потенціалі має вигляд (в атомних одиницях):
{\displaystyle H=c({\vec {\alpha }}\cdot {\vec {p}})+eV+mc^{2}\beta },
де {\displaystyle V=-{\frac {eZ}{r}}} кулонівський потенціал точкового ядра, {\displaystyle {\vec {p}}} — оператор імпульсу для електрона, {\displaystyle e}, {\displaystyle m} та {\displaystyle c} — електричний заряд електрона, маса електрона та швидкість світла, відповідно, а {\displaystyle {\vec {\alpha }}} та {\displaystyle \beta } — матриці Дірака {\displaystyle 4\times 4}:
{\displaystyle {\vec {\alpha }}=\left({\begin{array}{rr}0&{\vec {\sigma }}\\{\vec {\sigma }}&0\\\end{array}}\right)},
{\displaystyle \beta =\left({\begin{array}{rr}I&0\\0&-I\\\end{array}}\right)}.
Для знаходження власних функцій і відповідних енергій використовується рівняння:
{\displaystyle H\Psi =E\Psi },
де {\displaystyle \Psi =\left(\Psi (1),\Psi (2),\Psi (3),\Psi (4)\right)^{T}} є чотирикомпонентною хвильовою функцією, а {\displaystyle E} — відповідне власне значення енергії. В статті показано
що застосування теореми віріалу до власної функції дає наступну формулу для власної енергії зв'язаного стану:
{\displaystyle E=mc^{2}\left\langle \Psi \left|\beta \right|\Psi \right\rangle =mc^{2}\int |\Psi (1)|^{2}+|\Psi (2)|^{2}-|\Psi (3)|^{2}-|\Psi (4)|^{2}d\tau }.
Аналогічно, застосування теореми віріалу до рівняння на визначення власних функцій для квадратичного Гамільтоніана дає:
{\displaystyle E^{2}=m^{2}c^{4}+emc^{2}\left\langle \Psi \left|V\beta \right|\Psi \right\rangle }.
Зрозуміло, що ці формули є різновидом функціонала густини. Першу з них можна узагальнити на систему з багатьох електронів.

## Наближення для обмінно-кореляційного потенціалу
Основним джерелом труднощів DFT є те, що точне значення функціоналів для обмінної взаємодії та електронних кореляцій відомі тільки для газу вільних електронів. Однак існують наближення, що дозволяють провести розрахунки певних фізичних систем із задовільною точністю. У фізиці найбільш використовують наближення локальної густини (LDA), в якому функціонал залежить лише від густини в тій точці простору, де його обчислюють:
{\displaystyle E_{\rm {XC}}^{\rm {LDA}}[n]=\int \epsilon _{\rm {XC}}(n)n({\vec {r}}){\rm {d}}^{3}r.}
Очевидним узагальненням є наближення локальної спінової густини, в якому густина електронів з різними проєкціями спіну розглядається окремо:
{\displaystyle E_{\rm {XC}}^{\rm {LSDA}}[n_{\uparrow },n_{\downarrow }]=\int \epsilon _{\rm {XC}}(n_{\uparrow },n_{\downarrow })n({\vec {r}}){\rm {d}}^{3}r.}
Доволі точні формули для густини обмінно-кореляційної енергії
{\displaystyle \epsilon _{\rm {XC}}(n_{\uparrow },n_{\downarrow })} були отримані квантово механічним методом Монте-Карло в моделі желе.
LDA побудована на припущенні, що електронна густина всюди однакова. Тому це наближення зазвичай завищує обмінно-кореляційну енергію. Щоб виправити цей недолік, для врахування неоднорідності реальної густини електронів її розкладають з врахуванням градієнту. Таке наближення називають узагальним градієнтним (GGA). Воно має форму
{\displaystyle E_{XC}^{\rm {GGA}}[n_{\uparrow },n_{\downarrow }]=\int \epsilon _{XC}(n_{\uparrow },n_{\downarrow },{\vec {\nabla }}n_{\uparrow },{\vec {\nabla }}n_{\downarrow })n({\vec {r}}){\rm {d}}^{3}r.}
Використання GGA дозволило отримати непогані результати в розрахунках геометрії молекул та енергії їхніх основних станів. Потенційно ще точнішими є мета-GGA функціонали, що включають другі похідні від електронної густини. Функціоналами цього типу є, наприклад TPSS та Міннесотські функціонали.
Стадність задання обмінної частини енергії можна полегшити, використовуючи результати точних розрахунків методом Гартрі-Фока
Функціонали цього типу називають гібридними.

## Узагальнення з врахуванням магнітного поля
Описаний формалізм DFT не працює до різного ступеня за присутності векторного потенціалу, тобто магнітного поля. У такій ситуації втрачається однозначна відповідність між електронною густиною в основному стані та хвильовою функцією. Узагальнення на випадок магнітного поля привели до двох різних теорій: функціонала густини струму (CDFT) та теорії густини магнітного поля (BDFT). В обох теоріях обмінно-кореляційний член треба переписати з врахуванням не тільки електронної густини. В сучасному формулюванні, розробленому Джованні Віньяле та Расолтом, функціонали залежать як від електронної густини так і від густини парамагнітного струму. В теорії густини магнітного поля Солсбері, Грейса та Гарріса функціонали залежать від електронної густини та магнітного поля, а їхня форма може залежати від конфігурації магнітного поля. Обидві теорії мають складнощі з виходом за рамки еквівалентних LDA наближень, які неважко було б використовувати в розрахунках.
Новий підхід Пана та Сахні узагальнив теорему Гоенберга-Кона на змінні магнітні поля, використавши як основні змінні густину електронів та густину електронного струму.

## Застосування

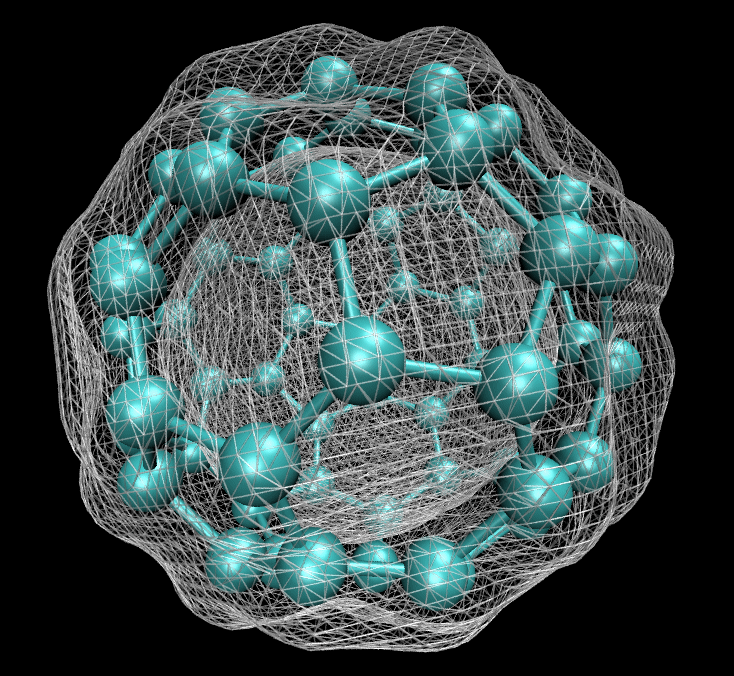
Ізоповерхня електронної густини в основному стані фулерену C_{60}. Розрахунки методом DFT.

Теорія функціонала густини знаходить дедалі більше застосування в хімії та матеріалознавстві, де вона дозволяє інтерпретувати й передбачати поведінку складних систем на атомному рівні. Зокрема, обчислювальні методи DFT застосовують для вивчення систем синтезу. В таких системах експериментальні дослідження часто наштовхуються на розбіжності в результатах та на нерівноважність. Приклади обчислень методом DFT включають дослідження впливу домішок на фазові перетворення в оксидах, поведінки напівмагнітних напіпровідників у магнітному полі та дослідження магнітних й електронних властивостей сегнетоелектриків.
Було показано також що DFT дає непогані результати в передбаченні чутливості деяких наноструктур до забрудників повітря на кшталт SO2 або акроліну а також передбачення механічних властивостей.
На практиці теорію Кона-Шама можна застосовувати по різному, залежно від об'єкту досліджень. У твердотільних розрахунках досі популярне наближення локальної густини та базис із плоских хвиль оскільки наближення електронного газу підходить найкраще для делокалізованих електронів у нескінченних твердих тілах. Для розрахунку молекул потрібні складніші потенціали, тому для хімічних застосувань розроблено різноманітні обмінно-кореляційні потенціали. Деякі з них несумісні з наближенням однорідного електронного газу, однак у граничному випадку електронного газу вони повинні зводитися до LDA. Фізики, мабуть, найчастіше використовують покращену модель обмінної взаємодії Пердю-Бурке-Ернцергофа (безпараметричне узагальнення градієнтної параметризації електронного газу), однак для точних розрахунків молекул в газовій фазі такий підхід недостатньо калориметрично точний. Серед хіміків популярний функціонал B3LYP (за прізвищами Беке для обміну та Лі. Янг і Парр для кореляцій). Ще ширше використовуються гібридні функціонали, в яких енергія обмінної взаємодії (в цьому випадку береться обмінний функціонал Беке) разом із точною енергією, розрахованою методом Гартрі-Фока. Окрім компонент функціоналів обміну та кореляцій є три параметри, що визначають гібридний функціонал, вказуючи яку частину точної обмінної взаємодії взяти. Ці параметри підбираються зазвичай підгонкою на «пробному наборі» молекул. На жаль, хоча отримані результати зазвичай доволі точні для більшості застосувань, нема систематичного шляху до їхнього покращення (на відміну від традиційних підходів на основі хвильових функцій, таких як конфігураційна взаємодія чи теорія зв'язаних кластерів. Тому в DFT неможливо оцінити похибку розрахунків без порівняння з іншими методами чи експериментом.

## Теореми Гоенберга-Кона
Теореми Гоенберга-Кона стосуються довільних систем, що складаються з електронів, які рухаються в зовнішньому потенціалі.
Теорема 1. Зовнішній потенціал, а з ним і повна енергія електронів є однозначним функціоналом електронної густини.
Якщо на дві системи електронів накладено потенціали {\displaystyle v_{1}({\vec {r}})} на одну та {\displaystyle v_{2}({\vec {r}})} на іншу мають однакову електронну густину в основному стані {\displaystyle n({\vec {r}})}, тоді з необхідністю {\displaystyle v_{1}({\vec {r}})-v_{2}({\vec {r}})={\text{const}}}.
Наслідок: густина електронів в основному стані однозначно визначає потенціал, а з ним усі властивості системи, включно з багаточастинковою хвильовою функцією. Зокрема функціонал ГК, означений як {\displaystyle F[n]=T[n]+U[n]}, є універсальним функціоналом густини (не залежить неявно від зовнішнього потенціалу).
Теорема 2. Функціонал, що визначає енергію основного стану системи, дає найменшу енергію, тоді й тільки тоді, коли задана ним густина є густиною в основному стані.
Для будь-якого цілого додатнього числа {\displaystyle N} та потенціалу {\displaystyle v({\vec {r}})}, існує такий функціонал густини {\displaystyle F[n]},
що {\displaystyle E_{(v,N)}[n]=F[n]+\int {v({\vec {r}})n({\vec {r}})d^{3}r}} має мінімальну енергію при густині основного стану {\displaystyle N} електронів у потенціалі {\displaystyle v({\vec {r}})}. Мінімальне значення {\displaystyle E_{(v,N)}[n]} тоді є енергією основного стану системи.

## Псевдопотенціал
Рівняння Шредінгера для багатьох електронів можна значно спростити, розділивши їх на дві групи: валентні та внутрішні електрони атомних остовів. Електрони внутрішніх атомних оболонок сильно зв'язані, вони не відіграють значної ролі в формуванні хімічних зв'язків між атомами, проте вони частково екранують позитивно заряджене ядро, створюючи навколо нього майже повністю інертний остов. Зв'язки між атомами формують майже повністю валентні електрони, особливо в металах та напівпровідниках. Таке розділення наводить на думку знехтувати в більшості випадків внутрішніми електронами, що зводить атом до йонного остову, який взаємодіє з валентними електронами.
Ідею використовувати ефективний потенціал, який отримав назву псевдопотенціалу як наближення до значення потенціалу, що його відчувають валентні електрони, уперше запропонував Енріко Фермі в 1934 та Геллманн в 1935. Попри те, що псевдопотенціали значно спрощують обчислення, про неї забули до кінця 1950-x.
Псевдопотенціали, розраховані ab initio
Важливий крок до реалістичних псевдопотенціалів зробили Топп та Гопфілд, а пізніше Кронін. Вони запропонували будувати псевдопотенціали так, щоб ті могли точно описувати густину заряду валентних електронів. Виходячи з цієї ідеї, сучасні псевдопотенціали отримують, розв'язуючи зворотню задачу Шредінгера для вільного атома для заданої електронної конфігурації і змушуючи псевдо хвильову функцію збігтися зі справжньою хвильовою функцією на відстанях, що перевищують певну відстань {\displaystyle rl_{.}}. Псевдо функції також нормують за тією ж нормою, що й справжні хвильові функції для валентних електронів. Можна записати
{\displaystyle R_{\rm {l}}^{\rm {pp}}(r)=R_{\rm {nl}}^{\rm {AE}}(r).}
{\displaystyle \int _{0}^{rl}dr|R_{\rm {l}}^{\rm {PP}}(r)|^{2}r^{2}=\int _{0}^{rl}dr|R_{\rm {nl}}^{\rm {AE}}(r)|^{2}r^{2}.}
де {\displaystyle R_{\rm {l}}(r).} — радіальна частинка хвильової функції з кутовим моментом {\displaystyle l_{.}}, та {\displaystyle pp} і {\displaystyle AE_{.}} позначають, відповідно, псевдо хвильову функцію та справжню хвильову функцію, розраховану з врахуванням усіх електронів атома. Індекс n в справжній хвильовій функції позначає валентність. Відстань {\displaystyle rl_{.}}, за межами якої справжня та псевдо хвильові функції дорівнюють одна одній, також залежить від {\displaystyle l_{.}}.

## Розмивання розподілу електронів
В основному стані електрони системи за принципом ауфбау,  займатимуть найнижчі одноелектронні рівні до певної енергії. Це відповідає сходинковому розподілу Фермі-Дірака при нульовій температурі. Якщо є кілька вироджених станів на рівні Фермі, можна отримати збіжну задачу, оскільки виродження може знятися малим збуренням. Одним зі способів зняти невизначеність є розмити електронний розподіл, тобто дозволити дробове заповнення. Один шлях — нав'язати ненульову температуру в розподілі Фермі-Дірака. Інші шляхи — використати кумулятивний розподіл Гауса для електронів або скористатися методом Метфесселя-Пакстона.

## Програмне забезпечення
DFT підтримують ряд програмних пакетів для квантової хімії та фізики твердого тіла, часто разом із іншими методами.

## Виноски
1. ↑  Assadi, M.H.N та ін. (2013). Theoretical study on copper's energetics and magnetism in TiO2 polymorphs. Journal of Applied Physics. 113 (23): 233913. arXiv:1304.1854. Bibcode:2013JAP...113w3913A. doi:10.1063/1.4811539.
2. ↑  Van Mourik, Tanja; Gdanitz, Robert J. (2002). A critical note on density functional theory studies on rare-gas dimers. Journal of Chemical Physics. 116 (22): 9620—9623. Bibcode:2002JChPh.116.9620V. doi:10.1063/1.1476010.
3. ↑  Vondrášek, Jiří; Bendová, Lada; Klusák, Vojtěch; Hobza, Pavel (2005). Unexpectedly strong energy stabilization inside the hydrophobic core of small protein rubredoxin mediated by aromatic residues: correlated ab initio quantum chemical calculations. Journal of the American Chemical Society. 127 (8): 2615—2619. doi:10.1021/ja044607h. PMID 15725017.
4. ↑  Grimme, Stefan (2006). Semiempirical hybrid density functional with perturbative second-order correlation. Journal of Chemical Physics. 124 (3): 034108. Bibcode:2006JChPh.124c4108G. doi:10.1063/1.2148954. PMID 16438568.
5. ↑  Zimmerli, Urs; Parrinello, Michele; Koumoutsakos, Petros (2004). Dispersion corrections to density functionals for water aromatic interactions. Journal of Chemical Physics. 120 (6): 2693—2699. Bibcode:2004JChPh.120.2693Z. doi:10.1063/1.1637034. PMID 15268413.
6. ↑  Grimme, Stefan (2004). Accurate description of van der Waals complexes by density functional theory including empirical corrections. Journal of Computational Chemistry. 25 (12): 1463—1473. doi:10.1002/jcc.20078. PMID 15224390.
7. ↑  Von Lilienfeld, O. Anatole; Tavernelli, Ivano; Rothlisberger, Ursula; Sebastiani, Daniel (2004). Optimization of effective atom centered potentials for London dispersion forces in density functional theory. Physical Review Letters. 93 (15): 153004. Bibcode:2004PhRvL..93o3004V. doi:10.1103/PhysRevLett.93.153004. PMID 15524874.
8. ↑  Tkatchenko, Alexandre; Scheffler, Matthias (2009). Accurate Molecular Van Der Waals Interactions from Ground-State Electron Density and Free-Atom Reference Data. Physical Review Letters. 102 (7): 073005. Bibcode:2009PhRvL.102g3005T. doi:10.1103/PhysRevLett.102.073005. PMID 19257665.
9. 1 2  Hohenberg, Pierre; Walter Kohn (1964). Inhomogeneous electron gas. Physical Review. 136 (3B): B864—B871. Bibcode:1964PhRv..136..864H. doi:10.1103/PhysRev.136.B864.
10. ↑  Levy, Mel (1979). Universal variational functionals of electron densities, first-order density matrices, and natural spin-orbitals and solution of the v-representability problem. Proceedings of the National Academy of Sciences. United States National Academy of Sciences. 76 (12): 6062—6065. Bibcode:1979PNAS...76.6062L. doi:10.1073/pnas.76.12.6062.
11. 1 2  Vignale, G.; Mark Rasolt (1987). Density-functional theory in strong magnetic fields. Physical Review Letters. American Physical Society. 59 (20): 2360—2363. Bibcode:1987PhRvL..59.2360V. doi:10.1103/PhysRevLett.59.2360. PMID 10035523.
12. ↑  Kohn, W.; Sham, L. J. (1965). Self-consistent equations including exchange and correlation effects. Physical Review. 140 (4A): A1133—A1138. Bibcode:1965PhRv..140.1133K. doi:10.1103/PhysRev.140.A1133.
13. ↑  M. Brack (1983), Virial theorems for relativistic spin-½ and spin-0 particles, Phys. Rev. D, 27: 1950, doi:10.1103/physrevd.27.1950
14. ↑  K. Koshelev (2015). About density functional theory interpretation. arXiv:0812.2919 [quant-ph].
15. ↑  K. Koshelev (2007). Alpha variation problem and q-factor definition. arXiv:0707.1146 [physics.atom-ph].
16. ↑  Kieron Burke; Lucas O. Wagner (2013). DFT in a nutshell. International Journal of Quantum Chemistry. 113 (2): 96. doi:10.1002/qua.24259.
17. ↑  John P. Perdew; Adrienn Ruzsinszky; Jianmin Tao; Viktor N. Staroverov; Gustavo Scuseria; Gábor I. Csonka (2005). Prescriptions for the design and selection of density functional approximations: More constraint satisfaction with fewer fits. Journal of Chemical Physics. 123 (6): 062201. Bibcode:2005JChPh.123f2201P. doi:10.1063/1.1904565. PMID 16122287.
18. ↑  Becke, Axel D. (14 травня 2014). Perspective: Fifty years of density-functional theory in chemical physics. The Journal of Chemical Physics. 140 (18): 18A301. Bibcode:2014JChPh.140rA301B. doi:10.1063/1.4869598. ISSN 0021-9606. PMID 24832308. Архів оригіналу за 15 серпня 2016. Процитовано 11 квітня 2017.
19. ↑  Perdew, John P; Chevary, J A; Vosko, S H; Jackson, Koblar, A; Pederson, Mark R; Singh, D J; Fiolhais, Carlos (1992). Atoms, molecules, solids, and surfaces: Applications of the generalized gradient approximation for exchange and correlation. Physical Review B. 46 (11): 6671. Bibcode:1992PhRvB..46.6671P. doi:10.1103/physrevb.46.6671.
20. ↑  Becke, Axel D (1988). Density-functional exchange-energy approximation with correct asymptotic behavior. Physical Review A. 38 (6): 3098. Bibcode:1988PhRvA..38.3098B. doi:10.1103/physreva.38.3098. PMID 9900728.
21. ↑  Langreth, David C; Mehl, M J (1983). Beyond the local-density approximation in calculations of ground-state electronic properties. Physical Review B. 28 (4): 1809. Bibcode:1983PhRvB..28.1809L. doi:10.1103/physrevb.28.1809.
22. ↑  Grayce, Christopher; Robert Harris (1994). Magnetic-field density-functional theory. Physical Review A. 50 (4): 3089—3095. Bibcode:1994PhRvA..50.3089G. doi:10.1103/PhysRevA.50.3089. PMID 9911249.
23. ↑  Viraht, Xiao-Yin (2012). Hohenberg-Kohn theorem including electron spin. Physical Review A. 86 (4): 042502. Bibcode:2012PhRvA..86d2502P. doi:10.1103/physreva.86.042502.
24. ↑  
Segall, M.D.; Lindan, P.J (2002). First-principles simulation: ideas, illustrations and the CASTEP code. Journal of Physics: Condensed Matter. 14 (11): 2717. Bibcode:2002JPCM...14.2717S. doi:10.1088/0953-8984/14/11/301.
25. ↑  Hanaor, Dorian A. H.; Assadi, Mohammed H. N.; Li, Sean; Yu, Aibing; Sorrell, Charles C. (2012). Ab initio study of phase stability in doped TiO2. Computational Mechanics. 50 (2): 185—194. doi:10.1007/s00466-012-0728-4.[недоступне посилання]
26. ↑  Somayeh. F. Rastegar, Hamed Soleymanabadi (1 січня 2014). Theoretical investigation on the selective detection of SO2 molecule by AlN nanosheets. Journal of Molecular Modeling. 20 (9). doi:10.1007/s00894-014-2439-6.[недоступне посилання з липня 2019]
27. ↑  Somayeh F. Rastegar, Hamed Soleymanabadi (1 січня 2013). DFT studies of acrolein molecule adsorption on pristine and Al- doped graphenes. Journal of Molecular Modeling. 19 (9): 3733—40. doi:10.1007/s00894-013-1898-5. PMID 23793719. Архів оригіналу за 16 січня 2017. Процитовано 12 квітня 2017.
28. ↑  Music, D.; Geyer, R.W.; Schneider, J.M. (2016). Recent progress and new directions in density functional theory based design of hard coatings. Surface & Coatings Technology. 286: 178. doi:10.1016/j.surfcoat.2015.12.021.
29. ↑  Topp, William C.; Hopfield, John J. (15 лютого 1973). Chemically Motivated Pseudopotential for Sodium. Physical Review B. 7 (4): 1295—1303. Bibcode:1973PhRvB...7.1295T. doi:10.1103/PhysRevB.7.1295.
30. ↑  Michelini, M. C.; Pis Diez, R.; Jubert, A. H. (25 червня 1998). A Density Functional Study of Small Nickel Clusters. International Journal of Quantum Chemistry. 70 (4–5): 694. doi:10.1002/(SICI)1097-461X(1998)70:4/5<693::AID-QUA15>3.0.CO;2-3. Архів оригіналу за 31 жовтня 2016. Процитовано 21 жовтня 2016.
31. ↑  Finite temperature approaches -- smearing methods. VASP the GUIDE. Архів оригіналу за 31 жовтня 2016. Процитовано 21 жовтня 2016. [Архівовано 2016-10-31 у Wayback Machine.]
32. ↑  Tong, Lianheng. Methfessel-Paxton Approximation to Step Function. Metal CONQUEST. Архів оригіналу за 31 жовтня 2016. Процитовано 21 жовтня 2016. [Архівовано 2016-10-31 у Wayback Machine.]